# Història urbana
La història urbana és la disciplina de la història que analitza el paper de la ciutat en la vida dels seus habitants. Es considera una branca de la història social però empra coneixements d'urbanisme i de geografia.
Estudia els diferents habitatges, no des del punt de vista tècnic com correspondria a una història de l'arquitectura, sinó tenint en compte les implicacions en la vida quotidiana de les persones. També analitza la relació entre les diferents zones de la ciutat (centre-perifèria, suburbis, urbanitzacions...), la percepció dels seus pobladors al llarg del temps i la interrelació amb altres ciutats o el món rural. Igualment s'ocupa de la història local d'una ciutat concreta (per exemple la història de Barcelona) i dels grups específics que hi viuen.
El concepte mateix de ciutat, en tant que idea que estructura el món amb una importància creixent, és un altre dels seus focus d'atenció: des de les ciutats estat, a les megalòpolis, les metròpolis per a les colònies o els pols d'immigració laboral, passant els mites associats a la ciutat en general (lloc de vida, d'oportunitats però també de fredor) o a una ciutat determinada (la imatge que projecta Nova York, per exemple). Les utopies en la planificació de ciutats ideals de l'Edat moderna tenen cabuda dins aquesta anàlisi conceptual.